# Blenkemező
Blenkemező (románul: Poiana Blenchii) falu Romániában, Szilágy megyében.

## Fekvése
A bábai, gombási és felkusi patakok torkolatában, a Korn, Poi és Pliis nevű hegyek között, a galgói és a magyarláposi út mellett, Galgó, Bába, Csicsógombás, Csicsókápolna és Kishavas közt fekvő település.

## Története
Blenkemező nevét az oklevelek 1553-ban említették először Pojana és Poyána néven.
A település kezdetektől Csicsóvár tartozéka volt.
1570-ben birtokosai a Blenke család tagjai; Blenke György voltak. 1591-ben Báthory Zsigmond fejedelem Polyán települést Rácz Péternek adományozta a törökkel szemben kifejtett hűségéért. A település ekkor Szamosújvárhoz tartozott. 1652-ben Rákóczi György Rácz Pétert és nejét Szilvási Juditot – aki Báthory Zsófia "felmenőjének étekhordozója" volt – birtokában megerősítette.
1750-ben a Rácz család tagjainak: Péternek, Ádámnak és Györgynek, valamint Filep Mihálynak és Kászoni Sándornak a birtoka volt. 1770 és 1773 körül végzett összeíráskor a galgói Rácz család birtoka volt, s az övék volt még az 1800-as évek végén is.
1857-ben 643 lakosa volt, ebből 4 római katolikus, 9 görögkatolikus, 571 görögkeleti, 32 helvét, 27 zsidó. A házak száma ekkor 120 volt.
1891-ben 674 lakosa volt, melyből 7 római katolikus, 3 görögkatolikus, 599 görögkeleti, 22 református, 43 izraelita. A házak száma ekkor 137 volt. Határa 3162 kataszteri hold.
A trianoni békeszerződés előtt Szolnok-Doboka vármegye Nagyilondai járásához tartozott.

## Nevezetességek
- Görögkeleti fatemplomát kőből, toronnyal építették át, és Mihály és Gábor arkangyalok tiszteletére szentelték fel. Oltárának érdekessége, hogy abba Szent Demeter csontjából egy darab van befoglalva.
- Bábai szoros: A Szoros a bábai patak áttörése nyomán alakult ki, Blenkemező közelében. A Bába felé vezető völgy egyik fordulója után páratlan látvány tárul az ideérkező szeme elé: mindkét oldalon 70-80 méter magas égnek meredő sziklákkal szegélyezett réteges mészkő sziklafal, a 8-10 méter szélességű hegyszoros bejáratánál. A vidéket a természet szépségeit kedvelők gyakran látogatják.